# Юннатский дендропарк
«Юннатский дендропарк» (укр. «Юннатський дендропарк») — дендрологический парк местного значения, расположенный на территории Подольского района города Киева (Украина). Создан 9 марта 2006 года. Площадь — 13,7 га. Землепользователь — Национальный эколого-натуралистический центр ученической молодежи Украины.

## История
Присвоен статус дендрологический парк местного значения Решением Киевского горсовета № 169/3260 от 9 марта 2006 года. Создан с целью сохранения, охраны и использования в эстетических, воспитательных, природоохранных, научных и оздоровительных целей наиболее ценных экземпляров паркового строительства.

## Описание
Дендропарк расположен между историческими местностями Беличье поле, Куренёвка и Вышгородский массивː ограниченный улицами Вышгородская, Замковецкая, Мостицкая и Белицкая. На юге примыкает парк-памятник садово-паркового искусства Берёзовая Роща. Является северной частью ранее единого парка, разделённого и переданного Центральной исследовательско-педагогической агробиостанции (сейчас Национальный эколого-натуралистический центр ученической молодежи Украины). В 1957 году здесь был заложен зимний сад. Также здесь есть лаборатория гидробиологии, административные здания, метеорологическая площадка, детский лагерь Юннат (как часть НЭНЦ), школа народных ремесел, пруд.
Есть информационные знаки. Территория дендропарка ограждена забором.
Как добраться Транспортː ост. кинотеатр Кадрː троллейбус № 6 (от ст. м. Площадь Независимости, Лукьяновская), 18 (от ст. м. Площадь Независимости, Лукьяновская), 25 (от ст. м. Петровка), 33 (от Южного ж/д вокзала, у ст. м. Вокзальная, и ст. м. Лукьяновская), автобус 32 (от ст. м. Нивки), маршрутное такси № 181, 219, 227, 525 (от ст. м. Петровка), 537, 558, 586 (от ст. м. Лукьяновская). Ближайшие станции метроː   Оболонь.

## Природа
Современной видовой состав и ландшафтная композиция дендропарка формировалась на протяжении более чем 50 лет силами ученической молодежи, педагогов и сотрудников НЭНЦ. Дендропарк включает участки декоративного цветоводства, фруктовый сад, сад сирени, мемориальную посадку (1992, Память рода), аллеи липы и граба, примеры лесов Украины, рассадник, сад магнолий (1998), сад мхов, участки сохранённых природных фитоценозов.
На территории дендропарка растут свыше 200 видов и форм деревьев и кустарников. Особенного внимания заслуживают мемориальные насаждения, а также виды занесённые в Красную книгу Украины и другие природоохранные списки, например, сирень венгерская (карпатская), гинкго, рододендрон восточнокарпатский, тис ягодный. Доминирующие породы деревьевː клён остролистный, ель обыкновенная, ель колючая, липа сердцелистная, берёза повислая, сосна обыкновенная, дуб обыкновенный, каштан конский обыкновенный, туя западная, рябина обыкновенная, орех грецкий, орех маньчжурский, тополь белый, граб обыкновенный, сирень обыкновенная, сирень венгерская.